# Zenski Voleibolni Klub Dinamo Kazan
O Dínamo-Ak Bars (em russo: Динамо-Ак Барс) é um clube de voleibol feminino profissional da cidade de Kazan-Rússia. Foi fundado em 2002 como o nome de Kazanochka, entre 2008 e 2002 passou a se chamar Dínamo Kazan, mudando de nome em 2021 para o atual Dínamo-Ak Bars.
Conquistou pela primeira vez o título da Liga dos Campeões da Europa 2013-14, cuja qualificação concedeu-lhe sua participação pela primeira vez de uma edição do Campeonato Mundial de Clubes, ou seja, a oitava deste evento no ano de 2014, este sediado em Zurique-Suíça e conquista seu primeiro título mundial. Seu último título da Superliga Russa foi na temporada 2023-24.

## Títulos
| Mundiais     | Mundiais                    | Mundiais | Mundiais                                                       |
|              | Competição                  | Títulos  | Temporadas                                                     |
| ------------ | --------------------------- | -------- | -------------------------------------------------------------- |
|              | Mundial de Clubes           | 1        | 2014                                                           |
| Continentais |                             |          |                                                                |
|              | Competição                  | Títulos  | Temporadas                                                     |
|              | Liga dos Campeões da Europa | 1        | 2013-14                                                        |
|              | Copa CEV                    | 1        | 2016-17                                                        |
|              | Challenge Cup               | 0        |                                                                |
| Nacionais    |                             |          |                                                                |
|              | Competição                  | Títulos  | Temporadas                                                     |
| Rússia       | Campeonato Russo            | 7        | 2010-11, 2011-12, 2012-13, 2013-14, 2014-15, 2019-20 e 2023-24 |
| Rússia       | Copa da Rússia              | 7        | 2010-11, 2012-13, 2016-17, 2017-18, 2019-20, 2020-21, 2021-22  |
| Rússia       | Supercopa Russa             | 1        | 2020                                                           |

### Outras campanhas
Campeonato Russo
- Vice-campeão: 2016-17 e 2017-18
- Terceiro colocado: 2020-21

 Copa da Rússia
- Vice-campeão: 2011-12, 2013-14 e 2015-16
- Terceiro colocado: 2018-19

 Supercopa Russa
- Vice-campeão: 2017 e 2018

 Copa do Governador de Kaliningrado
- Vice-campeão: 2020-21

 Liga dos Campeões da Europa
- Terceiro colocado: 2011-11

## Elenco atual
| N° | Nome                 | Posição     | Nascimento                       | Altura (cm) | Nacionalidade |
| -- | -------------------- | ----------- | -------------------------------- | ----------- | ------------- |
| 1  | Angelina Lazarenko   | Central     | 13 de abril de 1998 (27 anos)    | 193         | Rússia        |
| 2  | Anna Malova          | Líbero      | 16 de abril de 1990 (35 anos)    | 175         | Rússia        |
| 3  | Milina Rakhmatullina | Líbero      | 3 de outubro de 2001 (23 anos)   | 174         | Rússia        |
| 4  | Varvara Sergeeva     | Central     | 5 de abril de 2004               | 195         | Rússia        |
| 6  | Irina Koroleva       | Central     | 4 de outubro de 1991 (33 anos)   | 196         | Rússia        |
| 7  | Angelina Sperskaite  | Ponta       | 11 de outubro de 1997 (27 anos)  | 188         | Rússia        |
| 9  | Elizaveta Popova     | Levantadora | 7 de junho de 2002 (23 anos)     | 185         | Rússia        |
| 10 | Samanta Fabris       | Oposta      | 8 de fevereiro de 1992 (33 anos) | 189         | Croácia       |
| 12 | Samantha Bricio      | Ponta       | 22 de outubro de 1994 (30 anos)  | 188         | México        |
| 13 | Daria Zamanskaia     | Ponta       | 25 de março de 2004              | 185         | Rússia        |
| 17 | Tatiana Kadochkina   | Ponta       | 21 de março de 2003 (22 anos)    | 192         | Rússia        |
| 19 | Vera Ulyakina        | Levantadora | 21 de agosto de 1986 (38 anos)   | 182         | Rússia        |
| 20 | Ekaterina Lazareva   | Levantadora | 13 de dezembro de 1995 (29 anos) | 182         | Rússia        |
| 22 | Taisia Konovalova    | Central     | 13 de maio de 1990 (35 anos)     | 187         | Rússia        |

Atualizado em março de 2022.

## Ligações Externas
- Oficial website